# Don't Stop (Funkin' 4 Jamaica)
"Don't Stop (Funkin '4 Jamaica)"  é uma canção gravada pela artista musical estadunidense Mariah Carey, com Mystikal, para sua primeira trilha sonora e oitavo álbum de estúdio, Glitter (2001). Foi escrito por ela mesma, DJ Clue, Duro e Mystikal, enquanto a produção foi realizada pelos três primeiros. A música foi criada em torno de uma amostra da música "Funkin 'for Jamaica (NY)" de 1980, produzida por Tom Browne e Toni Smith, que são creditados como co-roteiristas. Foi lançado como o terceiro single do álbum em 26 de novembro de 2001 pela Virgin Records. A música mostra Mystikal evocando seu single anterior "Shake Ya Ass" durante seus versos, enquanto Carey diz a ele "não pare".
"Don't Stop (Funkin '4 Jamaica)" recebeu críticas mistas de críticos de música, que gostaram da música, mas pensaram que Carey estava muito ofuscada na canção. Assim como os singles anteriores do álbum, "Don't Stop (Funkin '4 Jamaica)" não conseguiu causar nenhum impacto significativo nas paradas de sucesso. Ele apareceu na tabela Bubbling Under Hot 100 da Billboard, um componente da Billboard Hot 100, chegando, assim, no número 123. Chegou ao top quarenta no Reino Unido e na Austrália, como parte de um Lado A duplo com "Never Too Longe". O videoclipe da música dirigido por Sanaa Hamri retrata Carey e Mystikal performando em uma boate, com o primeiro sendo clonado por três.

## Antecedentes
Em abril de 2001, Carey assinou um contrato de gravação de US$ 100 milhões com a Virgin Records (EMI Records). Após a liberação de Glitter — seu primeiro álbum sob o novo selo — e o filme de mesmo nome, Carey embarcou em uma curta campanha promocional de promoção ao projeto. Em 19 de julho de 2001, Carey fez uma aparição surpresa no programa Total Request Live (TRL) da MTV. Ela saiu do estúdio de gravação do programa, empurrando um carrinho de sorvete enquanto usava uma camisa grande demais. Aparentemente ansiosa e excessivamente entusiasmada, Carey começou a distribuir barras de sorvete individuais para fãs e convidados do programa, enquanto acenava para a multidão lá embaixo na Times Square, enquanto se divergia em um monólogo divagante sobre terapia. Carey então caminhou até a plataforma de Daly e começou um striptease, na qual ela tirou a camisa para revelar um conjunto amarelo e verde apertado, levando-o ao apresentador exclamar; "Mariah Carey perdeu a cabeça!".
Após outras aparições nas quais sua publicitária Cindy Berger disse que a cantora "não estava pensando claramente", em 26 de julho, ela foi hospitalizada, alegando "exaustão extrema" e "colapso físico e emocional". Após sua indução em um hospital em Connecticut, Carey permaneceu internada e sob cuidados do médico, durante duas semanas, seguido de uma ausência prolongada de promoção do álbum. "Don't Stop (Funkin '4 Jamaica)" foi lançado mundialmente como o terceiro single de Glitter pela Virgin Records em 26 de novembro de 2001, como um single Lado A duplo com "Never Too Far", quando o produtor Julian "Dice" Black conhece Billie Frank (interpretada por Carey) e a convida para uma sessão improvisada de freestyle em seu clube.

## Composição
"Don't Stop (Funkin '4 Jamaica)" foi composta por Carey, Mystikal, Duro e DJ Clue, e interpola "Funkin' for Jamaica (N.Y.)" por Tom Browne. Devido ao uso da amostra pela música, Browne e Toni Smith também receberam créditos de escrita. Seu uso "ajusta pequenas partes para formar uma atualização". Apresentando versos convidados do rapper Mystikal, ele declara "Não há nada que você consegue fazer com o homem / Exceto para mexer seu traseiro e bater palmas", enquanto Carey responde: "pare, baby é extase / Me leve um pouco acima". Segundo a Est. Em 1997, Carey e Mystikal criaram um "casamento brilhante entre um funk jam dos anos 80 e rap dos anos 2000". Por sua parte, James Salmon, da Dotmusic, comentou que Carey "interpreta a garota desbotada, vestida com biquíni, com os gritos cavalheiros de Mystical de 'agite sua bunda' e 'caia no chão'".

## Recepção crítica
"Don't Stop (Funkin '4 Jamaica)" recebeu críticas mistas de críticos de música. Harry Guerin, da Raidió Teilifís Éireann, escreveu que Carey "funciona melhor em arrepiar, não se arrepende e em seus duetos", como na música, que capturou perfeitamente a vibe do filme dos anos 80, também elogiando sua produção "clínica", que você quer saber se os engenheiros trabalham com máscaras e vestidos na mesa de mixagem", provando que Carey deveria "gastar mais tempo com DJs e decks e menos com pianos de caudas". Um escritor da rede BET incluiu a faixa em sua lista de "singles de Mariah, que mereciam ser a número 1 (mas não chegou lá)", afirmando que "nem mesmo Mystikal poderia ajudar uma faixa que foi amaldiçoada simplesmente fazendo parte da trilha sonora de Glitter". Sua "cativação" também foi elogiada, ao mesmo tempo em que comentava que deveria receber mais atenção. Natalie Nichols, do Los Angeles Times, fez uma avaliação mista, comentando como a música era "quase excêntrica", mas "divertida e culpada".
Witney Seibold, do site Mandatory, estava confusa, dizendo "Esta pode ser minha faixa favorita ou a segunda favorita no disco", mas criticou o fato de Carey estar "com tanta frequência em segundo plano" e se perguntou se Glitter era sua "manobra para passar da vanguarda de seus registros para uma vocação mais pesada em produção". Por seu lado, o editor da Slant Magazine, Sal Cinquemani, escreveu que "nem todo Glitter é, ahem, ouro. Carey é relegada a um enfeite de capuz virtual em Don't Stop". Larry Nager, do The Cincinnati Enquirer, comentou que Carey "segue com menos sucesso o hit de fusão dos anos 80 de Tom Browne, 'Funkin' for Jamaica'". A revista People, foi mais negativa, afirmando que a música pegou emprestada "um pouco preguiçosamente" da canção sampleada. James Salmon, da Dotmusic, também foi negativo, dizendo que era "altamente cansativo e previsivelmente desinteressante. Mas vamos deixá-la sair dessa vez".

## Desempenho comercial
"Don't Stop (Funkin '4 Jamaica)" não teve um impacto significativo nas paradas. Ele não conseguiu atingir  o Billboard Hot 100 dos EUA, no entanto, que atingiu um máximo no interior do Bubbling Under Hot 100, que actua como uma extensão do gráfico anterior, atingindo o número 123 na semana datada de 27 de Outubro de 2001. É também alcançado número 42 na tabela componente Hot R&B/Hip-Hop Songs dos EUA. Em todo o mundo, "Don't Stop (Funkin '4 Jamaica)" foi lançado como um Lado A duplo com "Never Too Far". No Reino Unido, o lançamento alcançou a posição 32. Também conseguiu atingir picos de números 36 e 16 na Austrália e Espanha, respectivamente. "Never Too Far/Don't Stop (Funkin '4 Jamaica)" alcançou os números 67 e 65 nos Países Baixos e na Suíça, respectivamente. Nos territórios flamengo e valoniano da Bélgica, o single alcançou os números quatro e um, respectivamente, no equivalente às paradas de "bubbling under", registrando músicas logo abaixo das paradas principais.

## Vídeo musical

Os três clones de Carey no vídeo, performando a música em uma boate

O videoclipe que acompanha "Don't Stop (Funkin '4 Jamaica)" foi dirigido por Sanaa Hamri e filmado no Maple Leaf Bar e em um pântano nos arredores de Nova Orleans, Louisiana. A versão de rádio da música foi usada no vídeo. A palavra "burro" foi removida na versão. A R!OT forneceu serviços de efeitos visuais para o vídeo. Inicialmente, o diretor planejava filmar os elementos de Carey contra a tela verde, mas R!OT supervisor de efeitos visuais, descobriu que havia muito pouco espaço para montar uma tela atrás do cantor no palco. Rosenfeld consultou a equipe de produção VFX da R!OT em Santa Mônica e juntos encontraram uma solução, de acordo com a coordenadora de produção da VFX Diana Young, que disse: "Eles determinaram que uma técnica de tela dividida poderia ser usada para produzir as chapas necessárias enquanto cumprir os objetivos criativos do diretor". O principal desses objetivos era fazer o truque parecer real. "A ideia era fazer parecer natural", explicou o produtor da HSI, Steve Woroniecki. "Queríamos algo mais do que apenas três Mariahs no palco, eles precisavam funcionar como um trio de verdade, interagindo um com o outro - para que não fosse fácil ver como isso foi feito".
Mises-Rosenfeld desempenhou um papel fundamental na consecução desse objetivo, aconselhando Hamri sobre o que poderia ou não ser feito e inventando maneiras inteligentes de fazer as três cantoras parecerem fazer parte do mesmo ambiente. A equipe de composição da R!OT, composta pelo compositor principal Claus Hansen, assistido por Stefano Trivelli e Verdi Sevenhuysen, cimentou o efeito juntando as três imagens sem problemas e colocando-as sobre uma cena de fundo que incluía fãs sentados nas mesas atrás do palco. A certa altura, um extra cruza o quadro entre a câmera e o trio de fundo. De acordo com Woroniecki, "Essa foi uma das coisas que pensávamos que faria a cena parecer real. Foi preciso um trabalho muito cuidadoso dos compositores para preparar todas as camadas e ajustar a iluminação e as sombras para fazê-la funcionar, mas no final parece perfeito. É perfeito".
O vídeo da música estreou na Total Request Live (TRL) da MTV em 18 de outubro de 2001. Ele é definido em uma boate com Mystikal no palco, tocando para uma multidão entusiasmada, em uma boate e vários estilos de vida. Também no palco, há um trio de cantores de apoio, todos interpretados por Carey. O trio, agrupado em torno de um microfone, não é uma cópia exata, pois cada Carey usa um vestuário e um penteado diferentes. Eles também se comportam de maneira diferente, tocando a performance um do outro. Em um ponto, os dois cantores do lado de fora, param para encarar a cantora no meio quando ela alcança uma nota alta. Emmanuel Hapsis, do KQED, incluiu o vídeo em sua lista de "Todos os 64 vídeos musicais de Mariah Carey, classificados dos melhores aos piores", destacando o fato de que o ego de Carey "ficou tão grande" que se transformou em três.

## Formatos e listas de faixas
CD single Europeu
1. "Never Too Far" (Editado) – 3:56
2. "Don't Stop (Funkin' 4 Jamaica)" (com participação de Mystikal) – 3:38

CD maxi-single Australiano/Europeu
1. "Never Too Far" (Editado) – 3:58
2. "Don't Stop (Funkin' 4 Jamaica)" (com participação de Mystikal) – 3:38
3. "Loverboy" (Drums Of Love) – 6:36
4. "Never Too Far" (The Video) – 2:56

CD single promocional Americano
1. "Don't Stop (Funkin' 4 Jamaica)" (com participação de Mystikal) (Edição de Rádio) – 3:38
2. "Don't Stop (Funkin' 4 Jamaica)" (com participação de Mystikal) – 3:38
3. "Don't Stop (Funkin' 4 Jamaica)" (com participação de Mystikal) (Versão Instrumental) – 3:33
4. "Don't Stop (Funkin' 4 Jamaica)" (com participação de Mystikal) (Call Out Hook) – 0:15

## Créditos e pessoal
Créditos adaptados das notas principais do CD single.
| - Mariah Carey — vocal, backing vocal, compositor, produtor, produtor executivo - DJ Clue — compositor, produtor, vocal de apoio, instrumentação - Duro — compositor, produtor, instrumentação, gravação - Mystikal — rap, compositor - Tom Browne — compositor | - Toni Smith — compositor - Dana Jon Chappelle — gravação, mixagem - Florian Ammon — mixagem - Michael Schlesinger — mixagem - Andrew Fulless — supervisor de gravação |

## Desempenho nas paradas musicais
| Tabela musical (2001)                                     | Melhor posição |
| --------------------------------------------------------- | -------------- |
| Austrália (ARIA)                                          | 36             |
| Bélgica (Ultratip Bubbling Under de Flandres)             | 4              |
| Bélgica (Ultratip Bubbling Under da Valônia)              | 1              |
| Estados Unidos (Billboard Top 40 Tracks)                  | 16             |
| Estados Unidos (Billboard Bubbling Under Hot 100 Singles) | 23             |
| Estados Unidos (Billboard R&B/Hip-Hop Songs)              | 42             |
| Itália (FIMI)                                             | 22             |
| Países Baixos (Single Top 100)                            | 67             |
| Reino Unido (UK Singles Chart)                            | 32             |
| Suíça (Schweizer Hitparade)                               | 65             |